# 10式戦車砲
10式戦車砲（ひとまるしきせんしゃほう）は、日本で開発された44口径120mm滑腔砲。陸上自衛隊で運用されている10式戦車の戦車砲として搭載されている。

## 概要
本砲は、90式戦車で使用される現用弾薬が射撃できるという共有性を有し、さらに威力向上のために新規開発された徹甲弾にも適合する火砲として開発された。90式戦車で搭載された砲は、砲座部を除いてラインメタル 120 mm L44のライセンス生産であり、ほぼ外国製と言えるものであったのに対し、本砲はそれらの技術的蓄積を踏まえた純国産の戦車砲となっている。
本砲のプラットフォームとして想定されていた10式戦車システムのコンセプトの一つが軽量化であったことから、本砲でも軽量化が図られている。一方、上記の通りに新規開発された徹甲弾にも適合する必要があったが、このために高い圧力にも対応することが求められた。通常、作用する圧力や力が高くなれば、それに耐えられる頑丈な構造体となり、質量が増加することになるが、本砲の場合、設計や製造技術によって両立を実現した。
本砲の設計にあたっては、1996年から2000年にかけて技術研究本部で行われた「将来火砲・弾薬の研究」の成果が導入されている。砲身においては、使用材料の強度を向上させつつ靭性値は同等のものを開発したほか、自緊処理 (Autofrettage) の際の圧力も向上、砲身内面のメッキも耐久性を向上させている。砲尾装置はマルチラグ構造を導入するなどして約20％の軽量化、砲座部も構造の再検討によってやはり約20％の軽量化を実現した。
一方、排煙器及び被筒は、基本的には90式の砲と同じ形態とし、10式戦車砲の砲身に適合するコンパクトなものとした。ただし細部が多少異なり、命中精度を高めるべく、砲塔防盾右側の砲口照合装置から発せられるレーザーの照射によって砲身の歪みを検知、測定する防護カバー付きの砲口照合ミラーは、90式の物では主砲先端の左側に円柱型のカバー付きの物が装着されていたが、10式戦車砲では主砲先端右側に備わっており、カバーも前方に傾斜が付いた多角柱型となっている。砲身途中の排煙器もやや小型化され、基部方向に位置しており、砲身を覆うガラス繊維と断熱材によるサーマル・ジャケットも形状がやや異なる。
なお10式戦車では、52－55口径長に長砲身化できる余地を確保していると言われているが、森林や市街地、傾斜地などの錯雑地での取り回しが難しくなるというデメリットもあることから、本砲はさしあたり44口径長として設計されたとされる。

## 10式装弾筒付翼安定徹甲弾

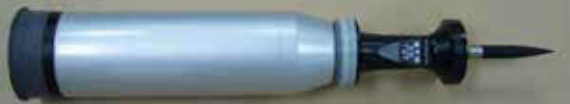
10式120mm装弾筒付翼安定徹甲弾（APFSDS）

10式120mm装弾筒付翼安定徹甲弾は、10式戦車砲専用に開発された徹甲弾（APFSDS）である。試作時の計画名は徹甲弾III型であり、設計および発射体の製造はダイキン工業、発射薬の製造は旭化成ケミカルズ、火工品作業および最終組立は中国化薬が担当していた。
同弾では、弾心材料の高強度化と弾心形状の高L/D化を図ることで、威力向上を達成している。しかし高L/Dの飛翔体は一般的に命中精度が悪化する傾向があり、貫徹威力と命中精度の両面を満足させることは非常に困難であることから、同弾の設計にあたっては、飛翔体の空力設計を綿密に検討するとともに、射撃時の砲身の挙動を考慮して砲内での弾丸の挙動を安定させるための設計が実施された。また装弾筒の軽量化による弾心の初速アップも図られている。
これらの施策により、射距離2キロでの貫徹力はRHA換算で少なくとも548ミリに達しているものと推算されている。なお、90式で使用されるAPFSDS弾であるJM33のオリジナルにあたるDM33の貫徹力は、同条件で448ミリとされる。